# Oost-Duitse mark

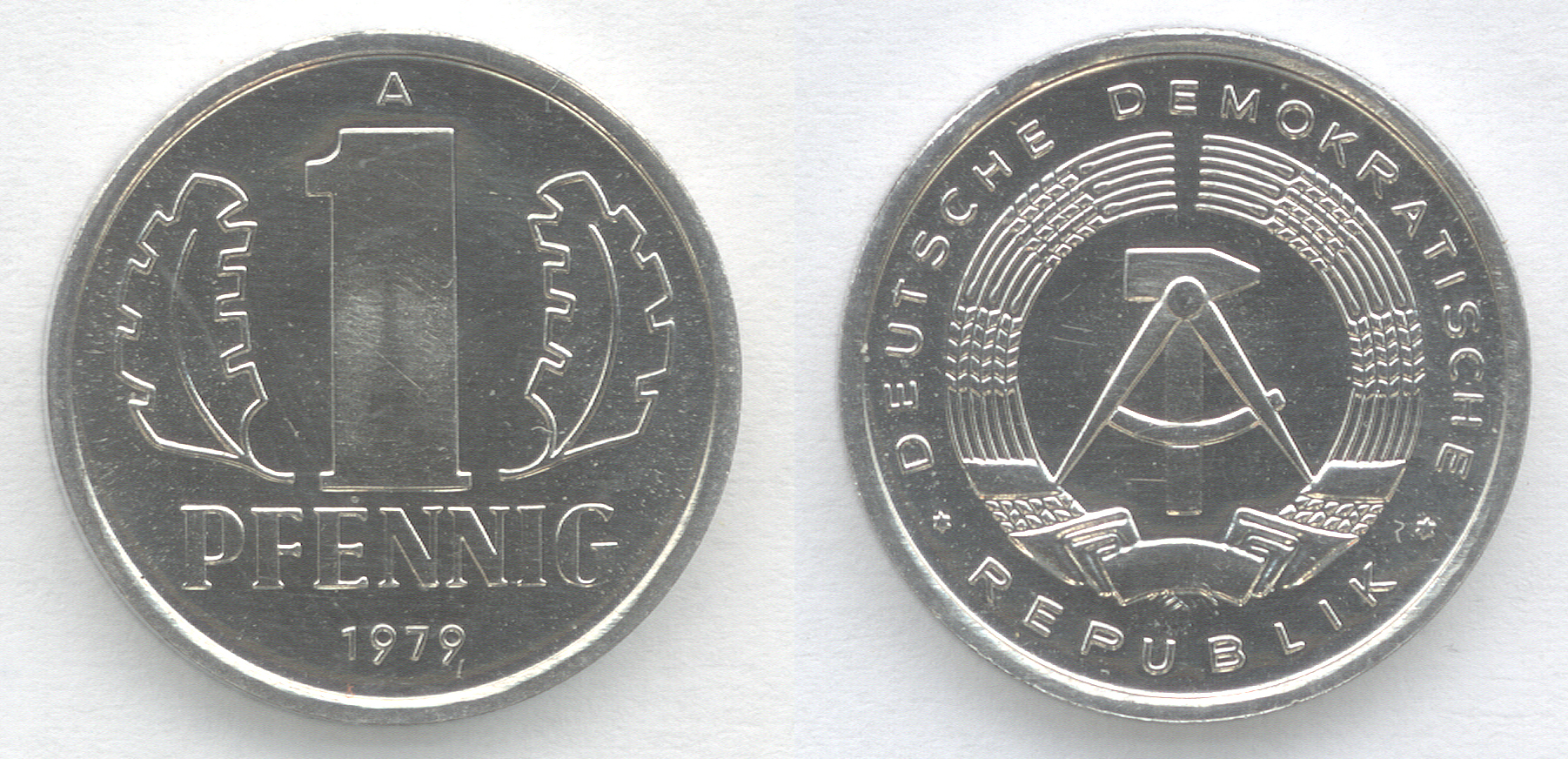
1 pfennig uit 1979

De Oost-Duitse mark, in het Duits Mark der DDR en met name in de Bondsrepubliek Ostmark genoemd, was de officiële munteenheid van de DDR. De munt werd in het buitenland afgekort met DDM. 1 mark was 100 pfennig. Er waren munten van 1, 5, 10, 20 en 50 pfennig en van 1 en 2 mark, en bankbiljetten van 5, 10, 20, 50, 100 mark, biljetten van 200 en 500 mark zijn in 1985 vervaardigd, maar zijn nooit officieel in omloop gebracht. Als voorbereiding op de Duitse hereniging werd op 1 juli 1990 de Mark der DDR als wettig betaalmiddel vervangen door de D-mark tegen een koers van 1:1, hoewel de reële waarde van de DDR-Mark maar een fractie was van die van de D-Mark.

## Wisselen
Bij een verblijf als ingezetene buiten het Oostblok in de DDR was men verplicht om voor elke dag dat men er verbleef 25 West-Duitse mark om te wisselen voor 25 Oost-Duitse mark.
Het bedrag dat men overhield als men weer terugkeerde uit de DDR mocht niet meer gewisseld worden naar Westmarken. Ook mocht men geen Oostmarken mee de grens over nemen naar het Westen. Dit hield dus in dat men elke dag dat men in de DDR verbleef gemiddeld minimaal 25 Mark moest uitgeven. Dit was een hele opgave omdat de supermarkten een zeer beperkt assortiment voerden tegen naar westerse maatstaven erg lage prijzen.
Overigens kon men op straat heel gemakkelijk guldens, dollars, Westmarken en andere koersvaste westerse valuta wisselen in een koers van 1 Westmark tegen 7 Oostmark, dit uiteraard met de nodige voorzichtigheid, omdat het officieel verboden was. Dat de Oost-Duitsers zo blij waren met de westerse valuta kwam met name omdat er winkels waren, de Intershops, waar uitsluitend westerse producten te koop waren die met westerse valuta betaald konden worden.

## Geschiedenis
Van het begin op 21 juni 1948 tot 1964 heette de munt Deutsche Mark en tot 1967 Mark der Deutschen Notenbank. Daarna was de munt bekend als de Mark der DDR. In de DDR werd de munt gewoon Mark genoemd. De munt verwisselde zo vaak van naam omdat de regering van de DDR in 1968 en 1974 met de aanname van nieuwe wetten afstand deed van een verenigd Duitsland.
Na de "muntunie" van 1 juli 1990 besloten de autoriteiten om de gehele voorraad Ostmarken te begraven in de onderaardse gangen van het dwangarbeiderskamp Langenstein Zwieberge in de verwachting dat ze daar snel zouden vergaan. Toen na 2000 steeds meer van deze bankbiljetten in de bovenwereld opdoken, werd besloten, de "schat van Halberstadt" alsnog te verbranden.